# おまえとふたり
「おまえとふたり」は、1979年10月に発売された五木ひろしのシングルである。

## 解説
ミリオン・セラーを記録し、五木ひろしのシングルとしては最大の売上である。1986年8月中旬までのシングルの累計出荷枚数は121.6万枚（徳間ジャパン調べ）。
また、この曲で初めてTBS系『ザ・ベストテン』（1978年1月放映開始）に10位以内にランクインし、週間1位も唯一記録した。

## 収録曲
1. おまえとふたり（3分38秒）
作詞：たかたかし／作曲：木村好夫／編曲：京建輔
2. 夜風（3分50秒）
作詞：三浦徳子／作曲：佐瀬寿一／編曲：石田勝範